# Боу, Густаво
Густаво Леонардо Боу (исп. Gustavo Leonardo Bou; род. 18 февраля 1990, Конкордия, Энтре-Риос, Аргентина) — аргентинский футболист, нападающий клуба «Тальерес». Старший брат Вальтера Боу.

## Карьера
Боу — воспитанник клуба «Ривер Плейт». 10 августа 2008 года в матче против «Колона» он дебютировал в аргентинской Примере. 29 октября в поединке против «Ньюэллс Олд Бойз» Густаво забил свой первый гол. В 2012 году на правах аренды Боу перешёл в «Олимпо». 28 августа в матче против «Химнасии Хухуй» он дебютировал в Примере B. 2 сентября в поединке против «Альдосиви» Густаво забил первый гол за «Олимпо».
В 2013 году Боу во второй раз был отдан в аренду. Его новым клубом стал эквадорский ЛДУ Кито. 13 июля в матче против «Депортиво Куэнка» он дебютировал в эквадорской Примере. 21 июля в поединке против «Барселоны Гуаякиль» Густаво сделал «дубль», забив свои первые голы за новую команду.
Первую половину 2014 года Боу провёл также на правах аренды в «Химнасии Ла-Плата». Летом он перешёл в «Расинг» из Авельнеды. 27 августа в матче против «Арсенала» из Саранди он дебютировал за новый клуб. В 2014 году Боу стал чемпионом Аргентины. 18 февраля 2015 года в матче Кубка Либертадорес против венесуэльского «Депортиво Тачира» Густаво сделал хет-трик. Через неделю в поединке против парагвайского «Гуарани» он вновь забил три гола. 15 апреля в матче против «Депортиво Тачира» он вновь отличился в Кубке Либертадорес. По итогам турнира Боу стал его лучшим бомбардиром. В 2016 году в матчах Кубка Либертадорес против мексиканской «Пуэблы» он забил два гола.
В июне 2017 года Боу перешёл в мексиканскую «Тихуану». Сумма трансфера составила 7,2 млн евро. 22 июля в матче против «Крус Асуль» он дебютировал в мексиканской Примере. 12 августа в поединке против «Пуэблы» Густаво забил свой первый гол за «Тихуану». В июле 2018 года Боу вернулся в «Расинг», отправившись в аренду на один год без права выкупа. Стоимость аренды составила $1,6 млн, которые были вычтены из долга «Тихуаны» за его покупку в $2 млн. В январе 2019 года «Тихуана» вернула Боу из аренды.
10 июля 2019 года Боу перешёл в клуб MLS «Нью-Инглэнд Революшн», подписав многолетний контракт по правилу назначенного игрока. По сведениям The Boston Globe сумма трансфера составила $12 млн и может возрасти до $16 млн с бонусами и опциями. Свой дебют в главной лиге США, 17 июля в матче против «Ванкувер Уайткэпс», он отметил голом. В июле 2021 года Боу забил пять голов и отдал одну голевую передачу в шести матчах, за что был назван игроком месяца в MLS. Он был отобран на Матч всех звёзд MLS 2021. 9 ноября 2021 года Боу продлил контракт с «Нью-Инглэнд Революшн» на два года, до конца сезона 2023. По итогам сезона 2021, в котором забил 15 голов и отдал девять голевых передач, Боу был включён в символическую сборную MLS. По окончании сезона 2023 срок контракта Боу с «Нью-Инглэнд Революшн» истёк.
31 января 2024 года Боу вернулся играть на родину, подписав двухлетний контракт с клубом «Тальерес».

## Достижения
Командные
 «Расинг» (Авельянеда)
- Чемпион Аргентины: 2014

 «Нью-Инглэнд Революшн»
- Победитель регулярного чемпионата MLS: 2021

Индивидуальные
- Лучший бомбардир Кубка Либертадорес: 2015 (8 голов)
- Член символической сборной MLS: 2021
- Участник Матча всех звёзд MLS: 2021
- Игрок месяца в MLS: июль 2021